# 용암로 (성주군)
용암로(Yongam-ro는 경상북도 성주군 용암면 도성교차로 에서 상주군 용암면 용정교차로 을 잇는 도로이다.

## 주요 경유지
경상북도
- 성주군 (용암면)

## 노선
| 이름                   | 접속 노선                 | 소재지 | 소재지 | 비고 |
| ---------------------- | ------------------------- | ------ | ------ | ---- |
| 도성 교차로            | 국도 제30호선 (성주로)    | 성주군 | 용암면 |      |
| 도성교                 |                           | 성주군 | 용암면 |      |
| 문명 교차로 (문명육교) | 용암백천길                | 성주군 | 용암면 |      |
| 문산 교차로            | 문명5길                   | 성주군 | 용암면 |      |
| 배고개                 |                           | 성주군 | 용암면 |      |
| 기산 교차로 (기산교)   | 문명3길                   | 성주군 | 용암면 |      |
| 기성 교차로            | 동락길                    | 성주군 | 용암면 |      |
| 상언 교차로            | 상언1갈 기산들3길         | 성주군 | 용암면 |      |
| 용암1교                |                           | 성주군 | 용암면 |      |
| 용암 교차로 (용암육교) | 운용로                    | 성주군 | 용암면 |      |
| 용정 교차로            | 지방도 제905호선 (성암로) | 성주군 | 용암면 |      |
| 운용로와 직결          |                           |        |        |      |